# ДНК-маркер

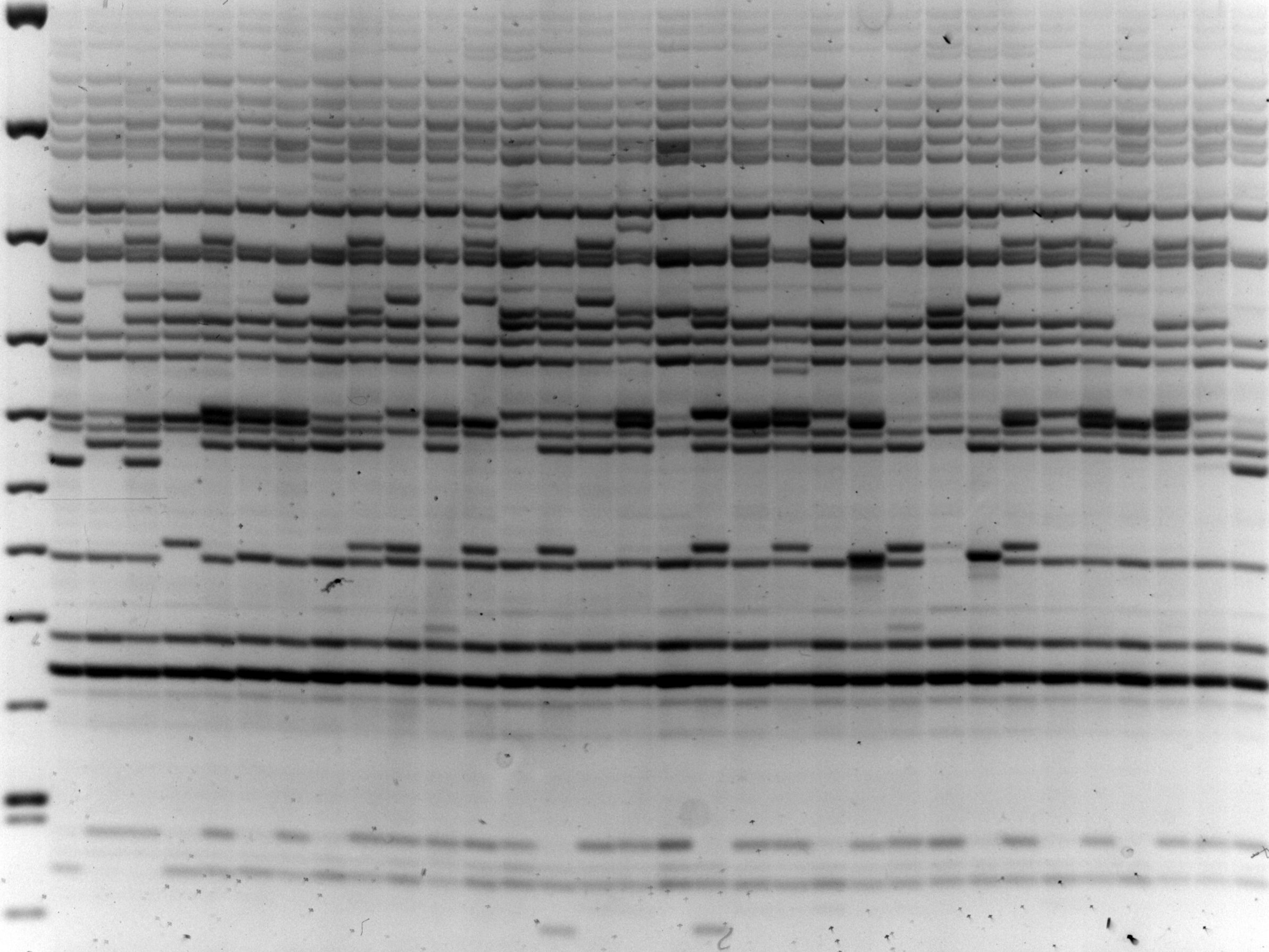
Мал.1 електрофорез ПЛР продуктів в агарозному гелі й забарвлених бромистим етидієм, отриманих методом IRAP ампліфікації. Ліва доріжка — ДНК відомої довжини (від 900 до 3000 пар нуклеотидів)

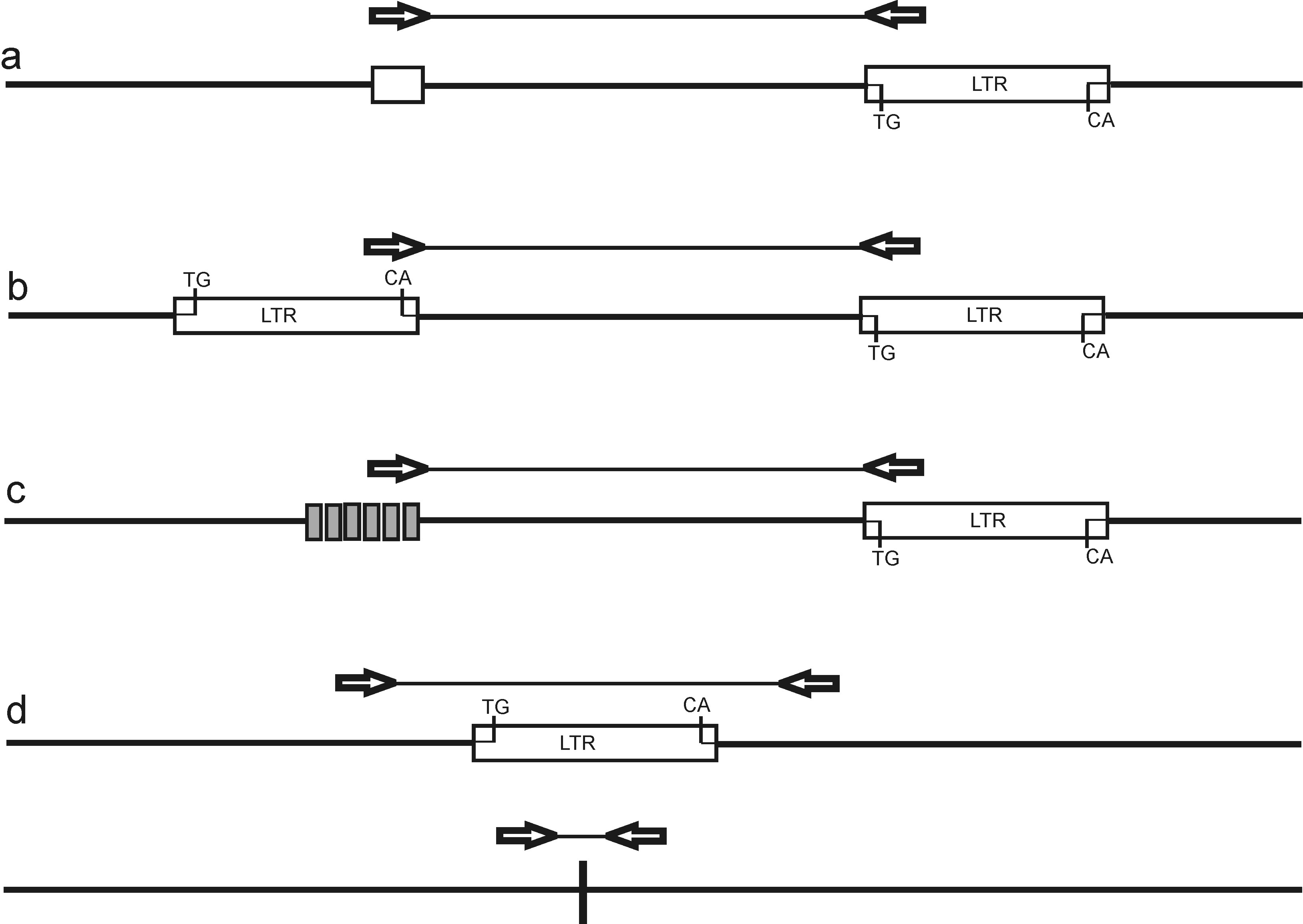
Мал 2. Стратегії молекулярних маркерів на основі ПЛР ретротранспозонів. A — Sequence Specific Amplification Polymorphism (SSAP), геномна ДНК після рестрикції із допомогою PstI і MseI лігуєтся з адапторами до даних рестрикційних сайтів з подальшою ПЛР із праймерами з LTR і адаптора; B — Inter-Retrotransposon Amplified Polymorphism (IRAP), ПЛР між інвертованими праймерами (праймером) з LTR ретротранспозона; C — REtrotransposon-Microsatellite Amplified Polymorphism (REMAP), ПЛР між праймером із LTR ретротранспозони праймером із простого мікросателітного повтору (наприклад, 5’-CA CA CA CA CA CA CA CA CA CA G); D — Retrotransposon-Based Insertion Polymorphisms (RBIP), мультилокусна ПЛР з використанням праймерів фланкуючих ретротранспозицію та праймера з LTR ретротранспозони.

ДНК-маркер або молекулярно-генетичні маркери, маркер генетичний — поліморфна ознака, що виявляються методами молекулярної біології на рівні нуклеотидної послідовності ДНК, для певного гену або для будь-якої іншої ділянки хромосоми при порівнянні різних генотипів, особин, порід, сортів, ліній.
Наука накопичила великий масив даних про ефективність використання молекулярно-генетичних маркерів, як на рівні білків, так і ДНК, РНК, для вирішення багатьох завдань генетики, селекції, збереження біорізноманіття, вивчення механізмів еволюції, картування хромосом, а також для насінництва і племінної справи.
Найбільш широко використовувані молекулярно-генетичні маркери умовно можна поділити на такі типи —

- маркери ділянок структурних генів, що кодують амінокислотні послідовності білків (електрофоретичні варіанти білків),
- маркери некодуючих ділянок структурних генів і
- маркери різних послідовностей ДНК, ставлення яких до структурних генів, як правило, невідомо — розподіл коротких повторів за геномом (RAPD — випадково ампліфікуєма поліморфна ДНК; ISSR — інвертовані повтори; AFLP — поліморфізм у сайтах рестрикції) і мікросателітні локуси (тандемні повтори із довжиною елементарної одиниці в 2-6 нуклеотиди).

Є цілий набір сучасних технологій виявлення поліморфізму на рівні ДНК, серед яких можна виділити наступні:
- аналіз поліморфізму довжин рестрикційних фрагментів ДНК (RFLP);
- аналіз поліморфізму за допомогою полімеразної ланцюгової реакції (ПЛР) та інші методи на основі ампліфікації ДНК між повторюваними послідовностями в геномній ДНК.